# Engineering the Dead
Albums de Aborted
The Purity of Perversion Goremageddon: The Saw and the Carnage Done
Engineering the Dead est le deuxième album studio du groupe de brutal death metal belge Aborted. Il est sorti en 2001.

## Composition du groupe
- Sven : chant
- Thisj : guitare
- Niek : guitare
- Koen : basse
- Franck : batterie

## Liste des chansons de l'album
1. The Holocaust Incarnate - 4:19
2. Nailed Through Her Cunt - 4:18
3. To Roast And Grind - 4:41
4. Engineerin'The Dead - 6:07
5. Eructations Of Carnal Artistry - 3:22
6. Sphectral Enthrallment - 3:59
7. Skullfuck Crescendo - 4:27
8. Exhumin'The Infested - 5:32